# Aulacoscelis confusa
Aulacoscelis confusa is een keversoort uit de familie schijnhaantjes (Orsodacnidae). De wetenschappelijke naam van de soort werd in 1954 gepubliceerd door Francisco de Asis Monrós.